# Plumeria rubra
Plumeria rubra L., 1753 è una pianta della famiglia delle Apocinacee, originaria dell'America tropicale.

## Descrizione
È un arbusto che può raggiungere in natura altezze di oltre 9 m, dal fusto inizialmente carnoso, che tende a lignificare con l'età, ramificato, con cluster di foglie lanceolate, decidue, disposte a corona all'apice delle ramificazioni. I fiori, molto odorosi, sono raccolti in infiorescenze che originano dalle ascelle foliari, hanno da 5 a 7 petali e possono essere bianchi, gialli, rosa o rossi. Fiorisce da giugno a novembre. I rami e le foglie, se spezzati, emettono un lattice biancastro.

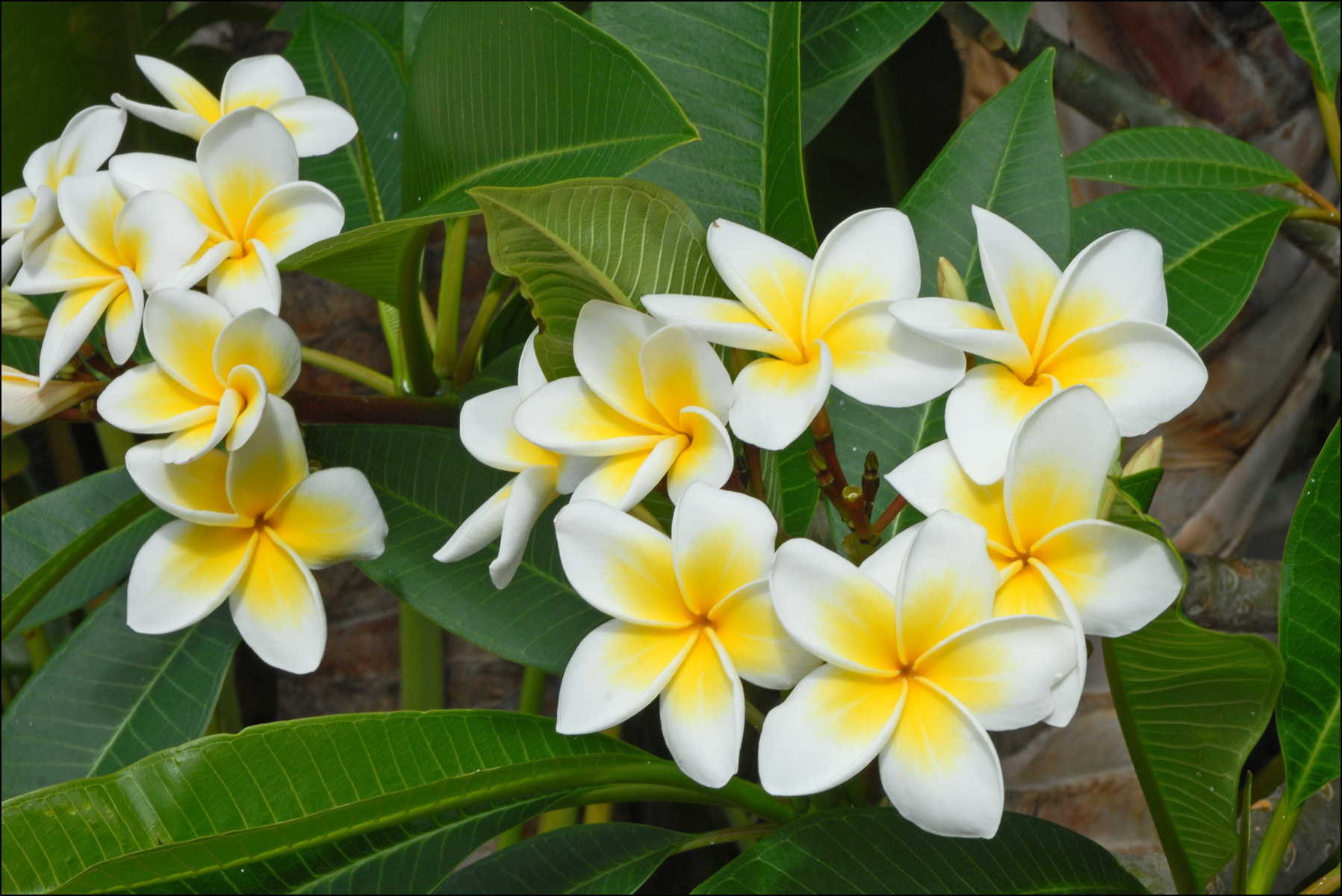
Varietà a fiori bianchi
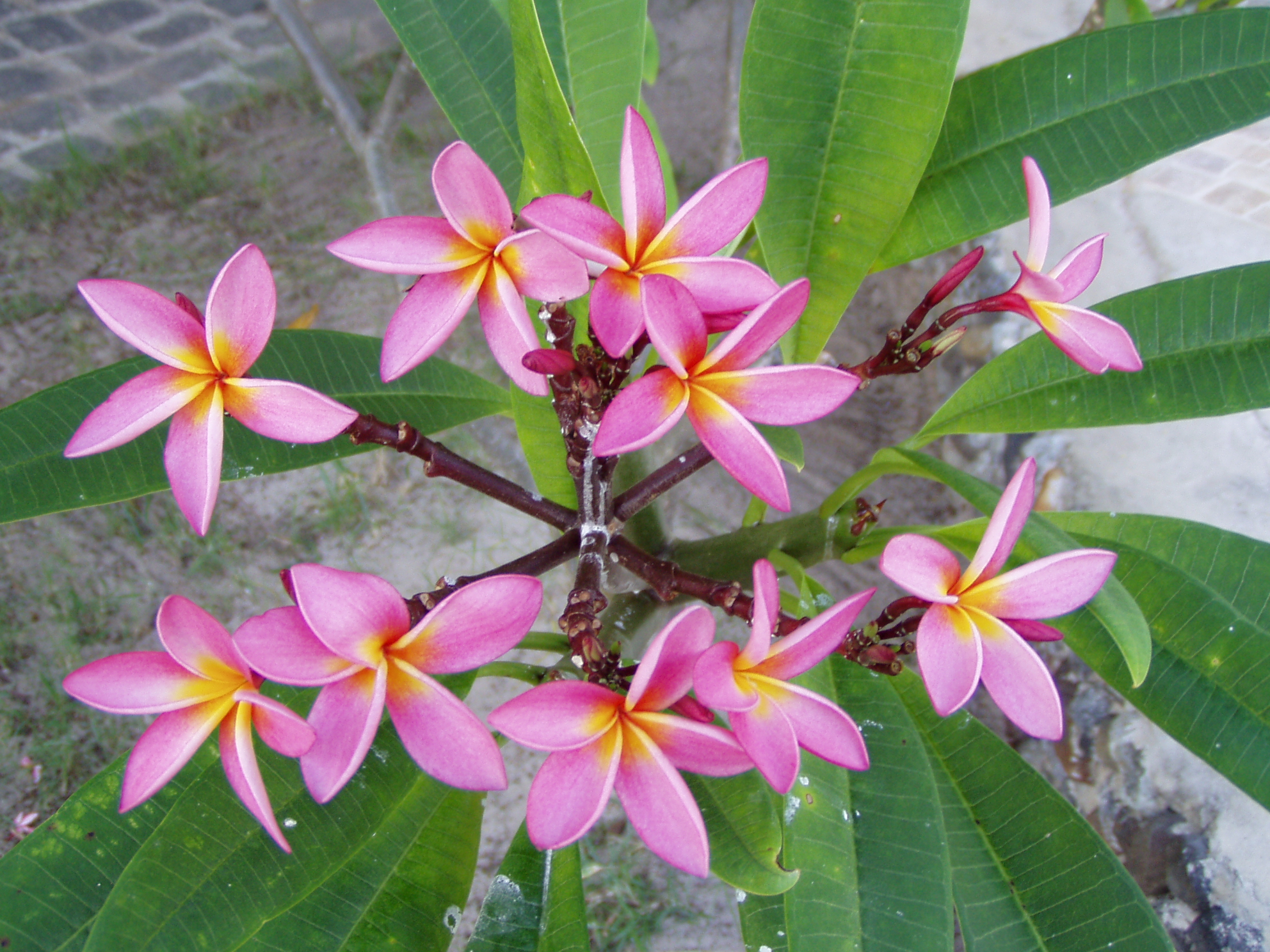
Varietà a fiori rosa

## Distribuzione e habitat
L'areale originario di questa specie si estende dal Messico, attraverso l'America centrale (Belize, Costa Rica, El Salvador, Guatemala, Honduras, Nicaragua, Panama), sino alla parte settentrionale del Sud America (Colombia e Venezuela).
La specie è stata introdotta, e si è naturalizzata, in molte isole dei Caraibi, compresa Cuba, in Africa (Senegal, isole del Golfo di Guinea, Madagascar), in Asia (isole Andamane, isole Nicobare, India (Assam), Nepal, Bhutan, arcipelago della Sonda e Cina meridionale), e in Oceania (isole Cook, isole Gilbert, isole Leeward, isole Marchesi, Tuvalu, Wallis e Futuna).